# Pheidole hoelldobleri

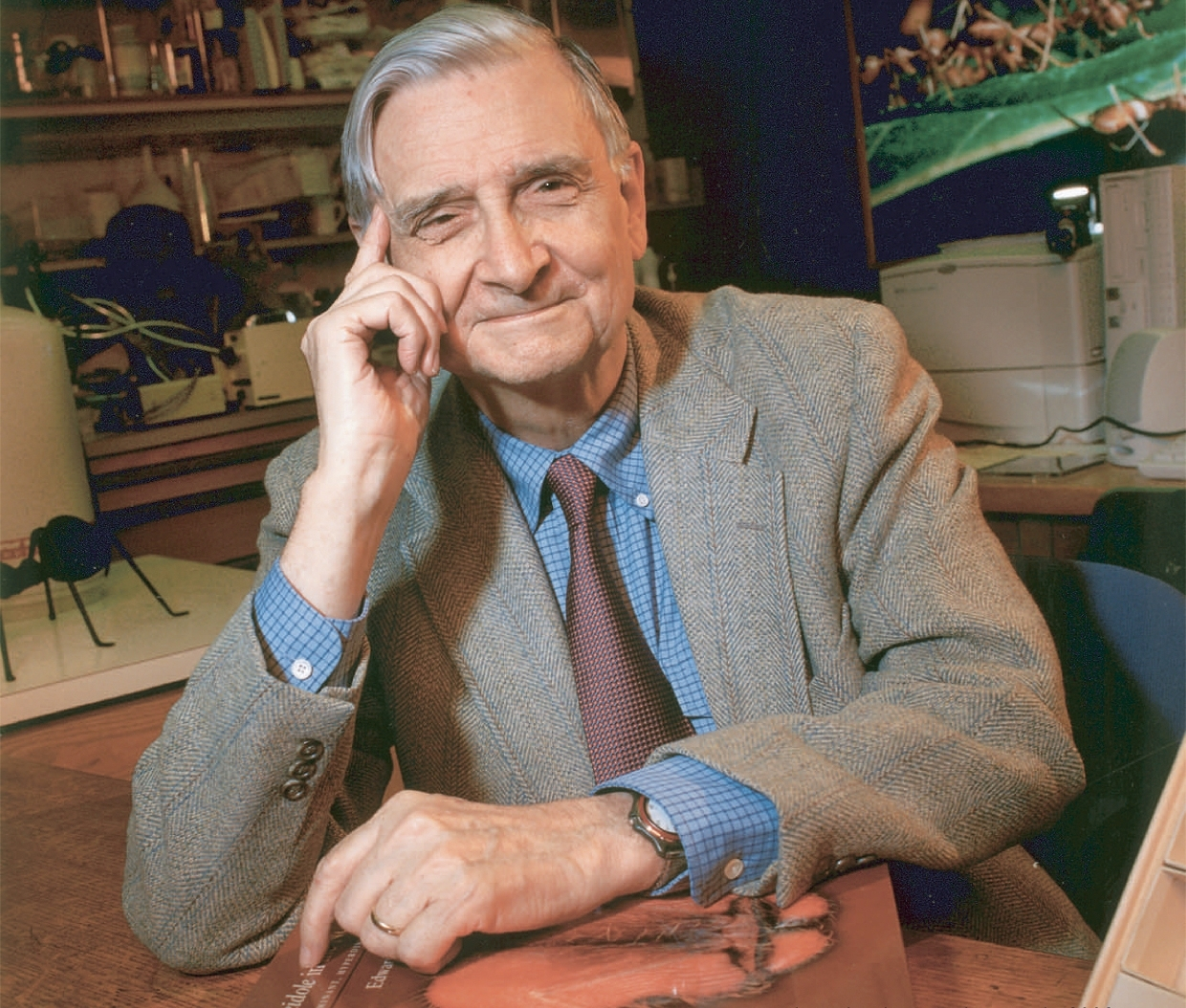
Профессор Эдвард Уилсон, автор первого описания вида.

Pheidole hoelldobleri  (лат.) — вид муравьёв рода Pheidole из подсемейства Myrmicinae (Formicidae). Новый Свет.

## Распространение
Центральная Америка: Коста-Рика (Rio Peñas, Alajuela, 950 м).

## Описание
Мелкие земляные мирмициновые муравьи, длина около 2—3 мм, солдаты и рабочие двуцветные, брюшко черновато-коричневого цвета, а остальное тело красно-коричневое (рабочие светлее; характерные для рода большеголовые солдаты немного крупнее рабочих). Задняя часть головы и брюшко гладкие блестящие (передняя часть первого тергита шагренированная), среднегрудка и заднегрудка пунктированные. Проподеум выпуклый с двумя шипиками. Затылочный край головы солдат вогнутый, у рабочих выпуклый. Усики рабочих 12-члениковые с 3-члениковой булавой. Ширина головы крупных солдат — 1,24 мм (длина головы — 1,24 мм). Ширина головы мелких рабочих 0,70 мм, длина головы 0,86 мм, длина скапуса — 1,06 мм. Стебелёк между грудкой и брюшком состоит из двух члеников: петиолюса и постпетиолюса (последний четко отделен от брюшка). Pheidole hoelldobleri относится к видовой группе Pheidole diligens Group и сходен с видом Pheidole coffeicola, а также сходен с Pheidole aculifera (fallax group), Pheidole mooreorum, Pheidole perdiligens, Pheidole pubiventris, Pheidole sicaria, Pheidole spilota, Pheidole variegata (= Pheidole pubiventris), Pheidole venatrix и Pheidole zelata, но отличается бороздками идущими от основания усиков за глаза. Вид описан в 2003 году американским мирмекологом профессором Эдвардом Уилсоном. Видовое название дано в честь крупного немецкого мирмеколога Берта Холлдоблера (Bert Hölldobler, Германия).